# Đồng tính luyến ái và tôn giáo

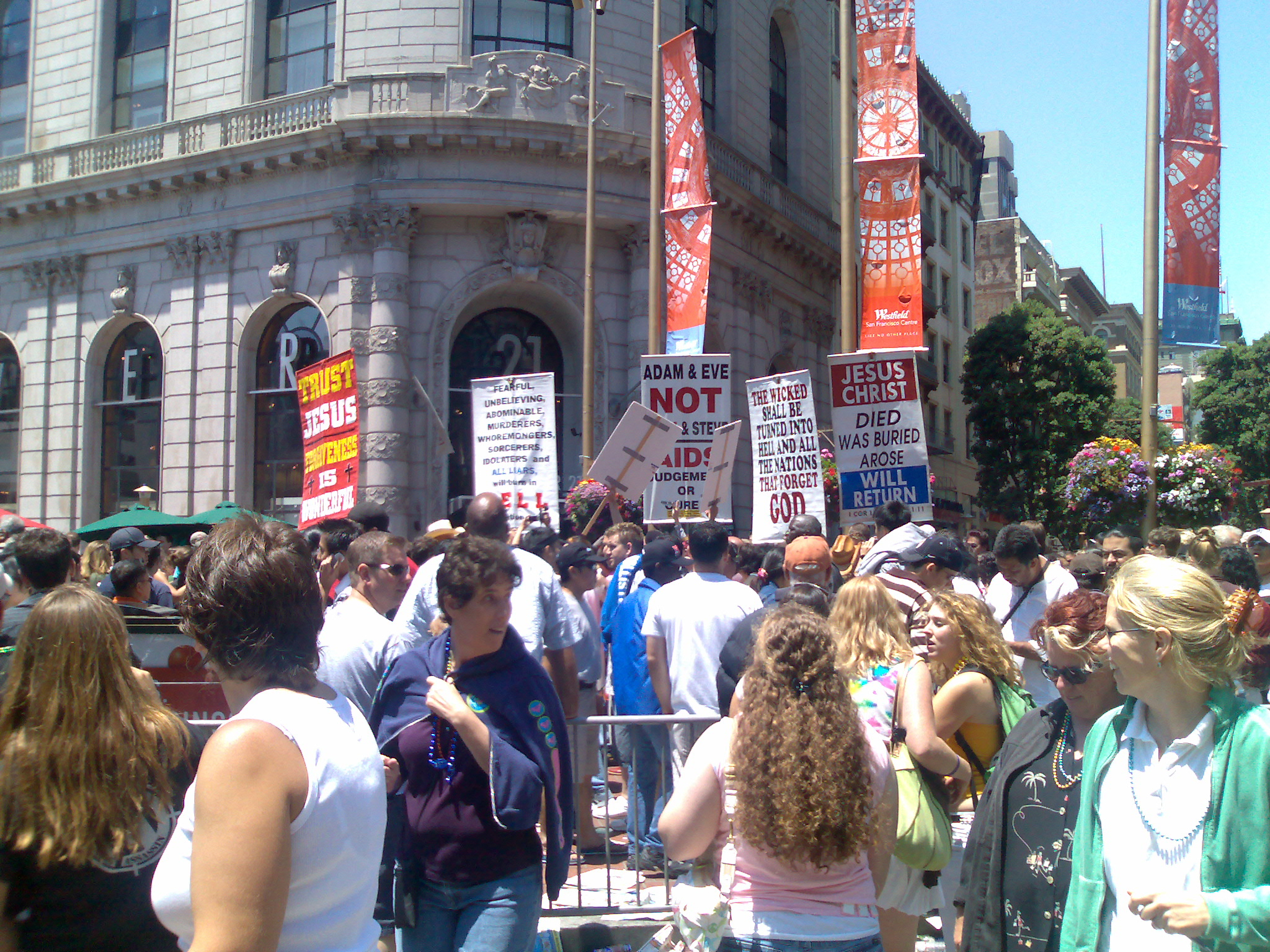
Những người Ki-tô giáo phản đối lễ hội đồng tính 2006 ở San Francisco.

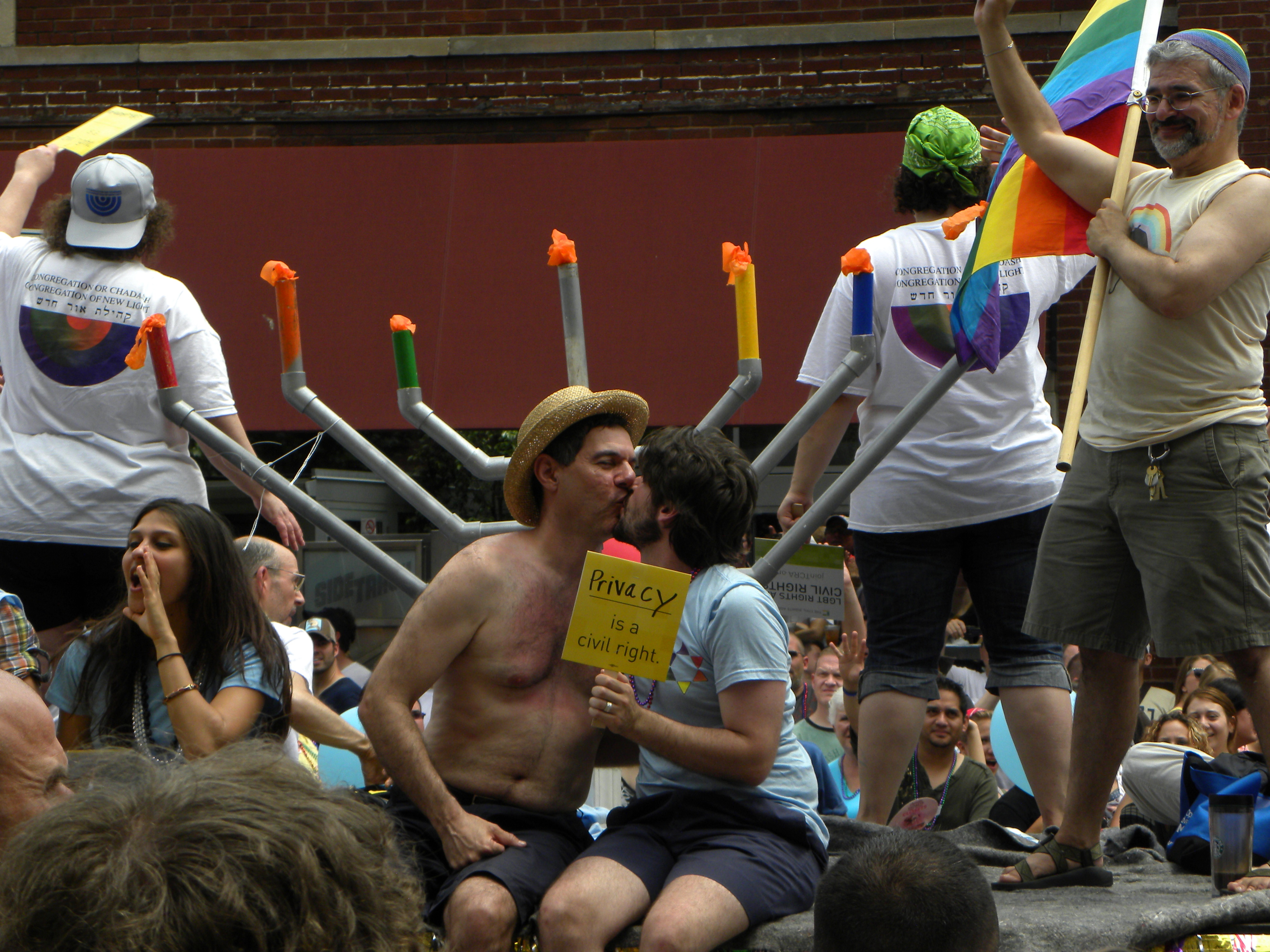
Những người Do thái ủng hộ đồng tính luyến ái trong lễ hội đồng tính 2010 ở Chicago

Mối quan hệ giữa tôn giáo và đồng tính luyến ái khác nhau ở các nơi, hay giữa các tôn giáo, giáo phái khác nhau và thay đổi theo thời gian. Nhìn chung, giáo lý hiện nay của các tôn giáo chính trên thế giới có các khác biệt về vấn đề khuynh hướng tính dục.
Trong số các hệ phái thường có cái nhìn tiêu cực về đồng tính, các quan niệm thay đổi từ kín đáo không khuyến khích đồng tính hoặc thẳng thừng cấm đoán quan hệ đồng tính giữa những người theo đạo, tích cực phản đối sự chấp nhận của xã hội đối với đồng tính cho đến hành hình. Nhiều tôn giáo nhận định rằng hành vi đồng tính mới là tội lỗi, còn bản thân trạng thái đồng tính không phải là tội lỗi. Một số tổ chức Do Thái giáo, Mặc Môn giáo và Ki-tô giáo tuyên bố giúp giảm sự hấp dẫn đồng giới và "tránh hành vi đồng tính", hoặc giúp "con người tìm tự do ngoài đồng tính". Những tiếng nói tự do trong các tôn giáo này có xu hướng nhìn đồng tính một cách tích cực hơn và vài tôn giáo tự do có thể tổ chức đám cưới đồng tính. Trong lịch sử, vài nền văn hóa và tôn giáo giúp đỡ hoặc tôn sùng tình yêu và tình dục đồng giới, những truyện thần thoại và truyền thống như vậy có ở khắp nơi trên thế giới. Năm 2009, Hội đồng Ấn Độ giáo Vương Quốc Anh tuyên bố "Ấn Độ giáo không lên án đồng tính".
Dù ở phía nào, nhiều người thường dựa vào kinh sách và truyền thống để xem xét vấn đề này. Tuy nhiên, thẩm quyền của các truyền thống và các đoạn kinh sách đó cũng như tính chính xác của các bản dịch và cách diễn giải vẫn tiếp tục là chủ đề tranh cãi.

## Tôn giáo khởi nguồn từ Abraham

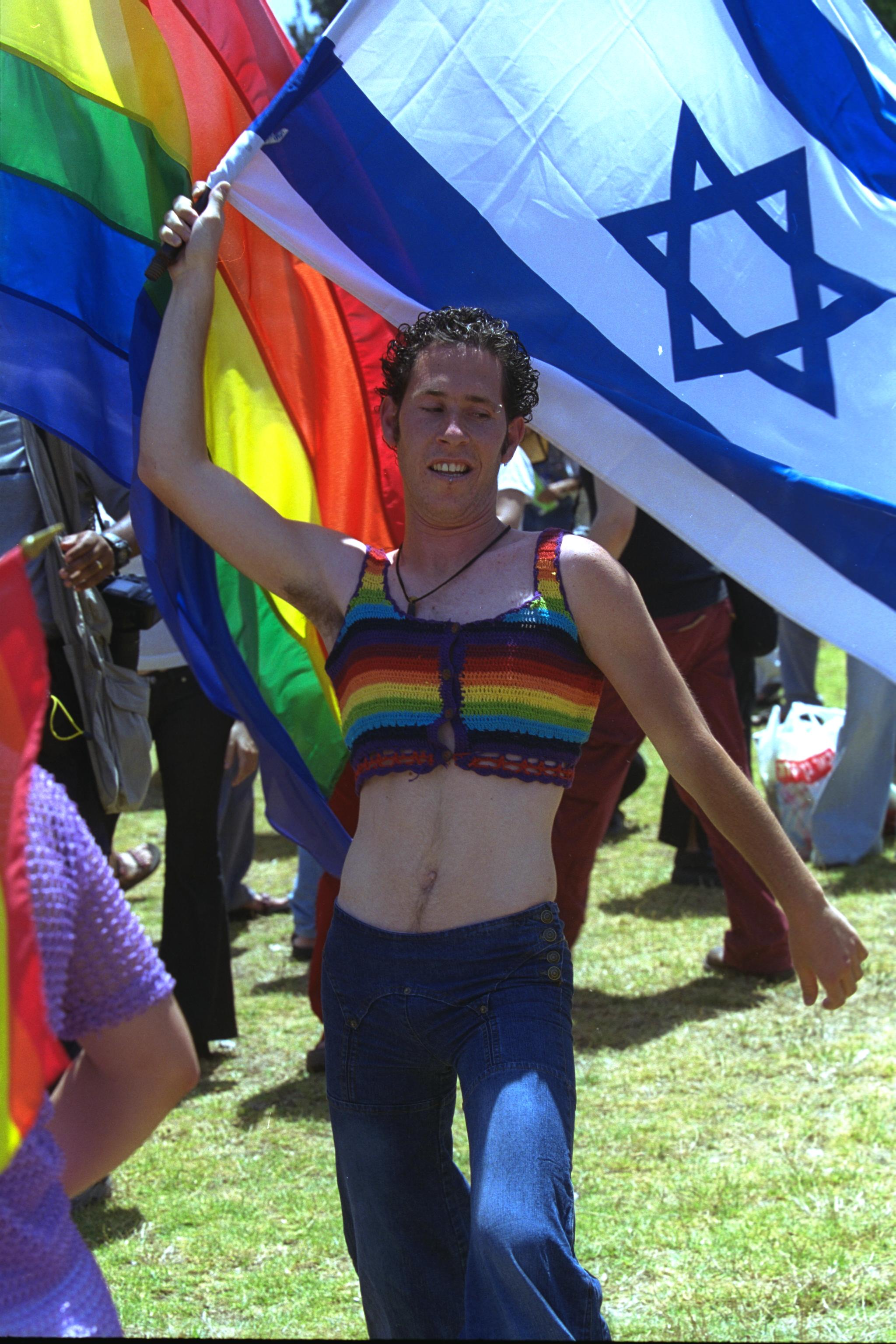
Một chàng trai người Do Thái đồng tính tham gia buổi diễu hành LGBT tổ chức tại Jerusalem

Các tôn giáo khởi nguồn từ Abraham như Do Thái giáo, Ki-tô giáo và Hồi giáo, theo truyền thống là cấm kê gian, cho rằng hành vi đó là tội lỗi. Ngày nay một số giáo phái của những tôn giáo này chấp nhận đồng tính như Do Thái giáo Cải cách (Reform Judaism), United Church of Christ (Giáo hội hiệp nhất Đấng Christ), Metropolitan Community Church (Giáo hội Cộng đồng Đô thị). Một số Giáo hội Trưởng lão, Anh giáo và Lutheran chấp nhận các thành viên thực hành đồng giới; một vài giáo tỉnh phong chức cho các giáo sĩ đồng tính và cử hành nghi lễ kết hôn đồng giới. Do Thái giáo Cải cách cho phép giáo sĩ đồng tính và nghi thức đám cưới đồng giới, Do Thái giáo Tái xây dựng (Reconstructionist Judaism) và Do Thái giáo Bảo thủ (Conservative Judaism) ở Hoa Kỳ cho phép giáo sĩ đồng tính và kết hợp đồng giới.
Giáo hội Công giáo chủ trương rằng trạng thái đồng tính nằm ngoài lựa chọn của cá nhân và bản thân khuynh hướng đồng tính không phải là tội lỗi. Tuy nhiên, Giáo hội coi hành vi tình dục đồng tính là vô trật tự về mặt luân lý và trái với luật tự nhiên, trong khi đó Giáo hội dạy rằng những người đồng tính phải được đón nhận với "sự tôn trọng, thông cảm và tế nhị. Người ta phải tránh tất cả những dấu hiệu của sự kỳ thị bất công đối với họ."

## Tôn giáo khởi nguồn từ Ấn Độ
Các tôn giáo khởi nguồn từ Ấn Độ, bao gồm Ấn Độ giáo, Phật giáo, Kì-na giáo và Tích-khắc giáo, dạy về vấn đề đồng tính không rõ ràng như các tôn giáo Abraham. Tuy nhiên, hầu hết các tổ chức thẩm quyền tôn giáo hiện nay trong các truyền thống pháp khác nhau nhìn đồng tính một cách tiêu cực và khi được bàn luận, nó không được khuyến khích hoặc cấm đoán. Sách kinh cổ xưa như kinh Vệ đà thường xem những người như vậy là giới tính như ba, không phải nam cũng không phải nữ. Có một số văn bản tôn giáo cấm đồng tính luyến ái.
Công thức phổ biến trong luân lý Phật giáo là ngũ giới và bát chánh đạo, theo đó người ta nên tránh dục vọng. Quy định của đạo Phật về việc người đồng tính không được phép xuất gia vì họ còn trọng về tình cảm và tính dục trong khi việc tu tập của Phật giáo là để giảm thiểu và tiến tới xóa bỏ những điều trên. Dù vậy, người đồng tính vẫn có quyền là cư sĩ tại gia thuộc 4 hàng đệ tử của Phật là Tì kheo (tu sĩ nam), tì kheo ni (tu sĩ nữ), Ưu bà tắc (cư sĩ nam) Ưu bà di (cư sĩ nữ) (nam nữ chỉ xem xét trên giới tính sinh học).

## Tôn giáo khởi nguồn từ Trung Hoa
Trong số các tôn giáo ở Đông Á, Đạo giáo không khuyến khích đồng tính vì cho rằng nó làm cho người ta không hoàn thành nhiệm vụ, và các tài liệu của một số trường học cấm điều đó. Khổng Tử hay các truyền thống Khổng giáo không đề cập vấn đề đồng tính.